# Ectropothecium cyperoides
Ectropothecium cyperoides là một loài Rêu trong họ Hypnaceae. Loài này được (Hook. ex Harv.) A. Jaeger mô tả khoa học đầu tiên năm 1880.